# Luis Manuel Villa
Luis Manuel Villa López, genannt Luisma (* 11. August 1989 in Noja, Kantabrien) ist ein spanischer Fußballspieler, der bei Real Unión Irún in der spanischen Segunda División B spielt.

## Spielerkarriere

### National
Der gebürtige Kantabrier Luisma stammt aus der Jugend von Racing Santander, wo er 2007 auch seine Profikarriere startete. Sein erstes von bisher drei Spielen in der Primera División bestritt der Defensivspieler am 2. Spieltag der Saison 2007/2008 beim 1:1 bei Real Saragossa (1. September 2007). Luisma ist gelernter Mittelfeldspieler, kann jedoch auch in der Verteidigung spielen.
Nachdem er in drei Jahren bei Racing Santander vorwiegend in der zweiten Mannschaft eingesetzt worden war, wechselte Villa zur Saison 2010/11 zum Drittligisten Real Unión nach Irun.

### International
Luisma spielte für die spanische U-19 Fußballnationalmannschaft.